# Francisco Cabral (missionario)
Francisco Cabral (Diocesi di Guarda, 1529 – Goa, 1609) è stato un gesuita e missionario portoghese.
È noto per la sua missione di evangelizzazione in Giappone che durò dal 1570 al 1581.

## Biografia
Cabral nacque nel 1529 nel castello di Covilhā, all'interno della diocesi di Guarda in Portogallo. Entrò nella Compagnia di Gesù nel 1554.

### Missione in Giappone
Cabral arrivò in Giappone nella primavera del 1570 per servire come Superiore della missione di evangelizzazione gesuita.
Cabral implementò diverse modifiche alla missione di evangelizzazione del Giappone. Proibì ai missionari gesuiti locali di indossare le vesti di seta arancione tipiche dei sacerdoti buddisti, una pratica iniziata sotto Francesco Saverio, in modo che i missionari fossero presi più sul serio dalla gente del posto. Cabral considerava questi indumenti come un mantello usato dal diavolo che si infiltrava nella missione e insisteva affinché i sacerdoti indossassero il tradizionale abito talare nero. Smise inoltre di osservare le usanze alimentari giapponesi, fece in modo che meno missionari imparassero la lingua giapponese e rifiutò altre forme di adattamento alla cultura giapponese. Cabral resistette anche alla formazione dei sacerdoti giapponesi, credendo che potessero arrivare a disprezzare gli europei. Queste politiche hanno portato a un calo del morale tra i missionari locali.
I membri della Chiesa in Giappone crebbero fino a 130.000 durante la guida di Cabral, poiché un certo numero di daimyō si convertì al cristianesimo, alcuni con l'intenzione di avere migliori condizioni commerciali con Macao. Tuttavia, la missione isolata dei gesuiti mancava di fondi. Cabral credeva che la missione fosse stata abbandonata da Dio a causa dei peccati dei suoi membri, e nel 1576 aveva chiesto al Preposito generale di lasciarlo tornare in Europa.
Un certo numero di gesuiti, tra cui il canonico visitatore plenipotenziario padre Alessandro Valignano e il padre Organtino Gnecchi Soldo, erano contrari alle politiche di Cabral e vi si opposero apertamente; Nonostante le sue obiezioni, Valignano, appena giunto in Giappone, aprì nel 1580 una scuola per la formazione dei ministri laici. Il Valignano criticò formalmente Cabral in una lettera al Preposito generale nell'ottobre 1580, in seguito alla quale Cabral chiese a Valignano di sollevarlo dal suo incarico di Superiore e lasciò il Giappone nel 1581, sostituito da Gaspar Coelho. Dopo la sua partenza dal Giappone, Cabral consigliò al Preposito generale che il Giappone avrebbe dovuto essere evangelizzato attraverso l'affermazione dell'identità gesuita e una profonda vita spirituale.

### Dopo la missione in Giappone
Cabral prestò servizio come Rettore del Colégio de São Paulo a Goa, poi come padre provinciale e successivamente come Visitatore Gesuita in India. Morì a Goa nel 1609.